# Ali Stroker
Alyson Mackenzie Stroker (Ridgewood, Estats Units d'Amèrica, 16 de juny de 1987) és una actriu i cantant coneguda pels seus musicals. El 2015 es convertí en la primera persona en cadira de rodes en actuar als escenaris de Broadway.

## Treballs

### Cinema i televisió
| Any       | Títol (original)                       | Paper                    | Notes                                                |
| --------- | -------------------------------------- | ------------------------ | ---------------------------------------------------- |
| 2011      | I Was a Mermaid and Now I'm a Pop Star | Noia festera             | Vídeo curt                                           |
| 2012      | The Glee Project                       | Ali Stroker              | 12 episodis                                          |
| 2013      | Glee                                   | Betty Pillsbury          | Episodi: I Do                                        |
| 2014      | Cotton                                 | Jeanie                   |                                                      |
| 2014-2015 | Faking it                              | Wendy                    | 3 episodis                                           |
| 2017      | Ten Days in the Valley                 | Tamara                   | 3 episodis                                           |
| 2018      | Lethal Weapon                          | Nina                     | Episodi: Funny Money                                 |
| 2018      | Drunk History                          | Judith Heumann           | Episodi: Civil Rights                                |
| 2018      | Instinct                               | Ella                     | Episodi: Secrets and Lies                            |
| 2019      | Charmed                                | Participant en l'audició | Episodi: Witch Perfect                               |
| 2020      | BoJack Horseman                        | (veu)                    | Episodi: Angela                                      |
| 2020      | Helpsters                              | Basketball Brianna       | Episodi: Basketball Brianna/Heart's Fish             |
| 2020      | The Bold Type                          | Olivia                   | Episodi: Leveling Up                                 |
| 2020      | Christmas Ever After                   | Izzi Simmons             | Pel·lícula nadalenca                                 |
| 2021      | Blue Blood                             | Det. Allison Mulaney     | Episodi: Redemption                                  |
| 2021      | And Just Like That...                  | Chloe                    | Episodi: Some of my Best Friends                     |
| 2021-2022 | Only Murders in the Building           | Paulette                 | 4 episodis                                           |
| 2022      | Ozark                                  | Charles-Ann              | 7 episodis                                           |
| 2022      | Alice's Wonderland Bakery              | Daisy (veu)              | Episodi: Meet the Tweedles/A Very Wonderland Wedding |
| 2022      | Echoes                                 | Claudia                  | 7 episodis                                           |
| 2022      | Big City Greens                        | Sunday (veu)             | Episodi: Country Side/Junk Mountain                  |
| 2022      | Blue's Big City Adventure              | Ali Stroker              | Pel·lícula                                           |

### Teatre
| Any       | Títol                                      | Paper            | Localització                 | Notes                                         |
| --------- | ------------------------------------------ | ---------------- | ---------------------------- | --------------------------------------------- |
| 2011      | The 25th Annual Putnam County Spelling Bee | Oliva Ostrovsky  | Paper Mill Playhouse         | Teatre regional                               |
| 2015      | Spring Awakening                           | Anna             | Wallis Annenberg Center      | Teatre regional - Deaf West Theatre           |
| 2015-2016 | Spring Awakening                           | Anna             | Brooks Atkinson Theatre      | Broadway - Transferència de Deaf West Theatre |
| 2018      | The 25th Annual Putnam County Spelling Bee | Oliva Ostrovsky  | Cleveland Play House         | Teatre regional                               |
| 2018      | Annie                                      | Star-to-Be       | Hollywood Bowl               | Teatre regional                               |
| 2018      | Oklahoma!                                  | Ado Annie Carnes | St. Ann's Warehouse          | Fora de Broadway                              |
| 2019      | Oklahoma!                                  | Ado Annie Carnes | Circle in the Square Theatre | Broadway                                      |
| 2022      | Ricard III                                 | Anna Neville     | Delacorte Theatre            | Fora de Broadway                              |

## Premis i nominacions
| Any  | Premi             | Categoria                               | Treball   | Resultat   |
| ---- | ----------------- | --------------------------------------- | --------- | ---------- |
| 2019 | Premi Tony        | Millor actriu de repartiment de musical | Oklahoma! | Guanyadora |
| 2019 | Premis Drama Desk | Millor actriu destacada en un musical   | Oklahoma! | Guanyadora |
| 2020 | Premi Grammy      | Millor àlbum de teatre musical          | Oklahoma! | Nominada   |